# Xheladin Gosturani
Xheladin Gosturani (ur. 11 czerwca 1942 w Gosturanie, zm. 1999) – albański nauczyciel, historyk i językoznawca specjalizujący się w dialektologii, profesor nauk humanistycznych.

## Życiorys
W 1961 roku ukończył liceum w Szkodrze, następnie odbył studia na Państwowym Uniwersytecie Tirany. Pracował w kilku szkołach podstawowych oraz zajmował się dialektologią. W latach 90. uzyskał profesurę.

## Prace naukowe[1]
- Atlasi Dialektologjik i Gjuhës Shqipe
- Atdhetari e luftëtari Jakup Ferri (1982)
- Heroi i Popullit Ramë Sadri Metaliaj (1985)
- Historia e Gjuhësisë Botërore gjatë shekujve dhe disa çështje teorike te saj (1998)
- Ali Ibra dhe Lidhja Shqiptare e Prizrenit (1999)
- Historia e Albanologjisë (1999)
- Studime në fushën e dialektologjisë shqiptare (1999)